# Pachylicus
Pachylicus is een geslacht van hooiwagens uit de familie Zalmoxioidae.
De wetenschappelijke naam Pachylicus is voor het eerst geldig gepubliceerd door Roewer in 1923. 

## Soorten
Pachylicus omvat de volgende 9 soorten:
- Pachylicus acutus
- Pachylicus castaneus
- Pachylicus cotoensis
- Pachylicus foveolatus
- Pachylicus hirsutus
- Pachylicus hispidus
- Pachylicus petrunkevitchi
- Pachylicus rugosus
- Pachylicus spinatus